# Amerikas oprindelige folk
Amerikas oprindelige folk (indianere og inuitter) er de folkeslag som har beboet de amerikanske kontinenter fra før den europæiske kolonisering.
Omkring 3000 fvt. opstod komplekse civilisationer i Mesoamerika (olmekerne, maya, zapotekere) og Sydamerika (caral supe, norte chico, chavín). Indianske civilisationer i Mesoamerika udviklede et højt teknologisk stadie og opfandt selvstændige skriftformer, matematik og skabte monumental arkitektur.
Den måske første kontakt mellem indianerne og europæere skete, da Leif den Lykkelige nåede Nordamerika, eller Vinland, i år 1002. Vikingerne blev jaget på flugt af de indianske befolkninger[kilde mangler] som de kaldte skrællinger, og koncentrerede sig derefter mere om at kolonisere ubeboede dele af Grønland. I det 15. århundrede ankom Christoffer Columbus til de karibiske øer og besøgte kystlinjen ved det Nordamerikanske kontinent, hvilket satte gang i en eksplosiv kolonisering, der decimerede den indianske befolkning i Karibien i løbet af få årtier. Conquistadorene Hernán Cortés og Francisco Pizarro erobrede Aztekerriget i det nuværende Mexico og Inkariget i det nuværende Peru, Chile og Bolivia.
I Canada anvender man nu generelt det udtrykket First Nations/Premières Nations (de første nationer), når man taler om de oprindelige amerikanske folk. I Alaska er udtrykket Alaskan Native (indfødt fra Alaska) dominerende af juridisk-lovmæssige grunde samt på grund af tilstedeværelsen af inuit-, yupik- og aleut-folkene. I resten af USA er den politisk korrekte betegnelse nu Native Americans (indfødte (eller hjemmehørende, naturlige) amerikanere), i stedet for blandt andet De fem civiliserede stammer og betegnelsen redskins, der fortsat benyttes i navnet for det amerikanske fodboldhold Washington Redskins.

## Befolkninger i Mellem- og Sydamerika
I Latinamerika er Mexico og Peru de lande, der har de største oprindelige befolkning, med ca. 10 millioner eller lige under 10 % af befolkningen i Mexico, og 13,5 millioner i Peru.
I Bolivia og i det øvrige Latinamerika opfattes det spanske ord indio (indianer) i nutiden som en nedsættende og diskriminerende betegnelse. Man anvender i stedet navnene på de enkelte etniske grupper, eller ordet indigena som betyder indfødt eller oprindelig. På dansk kan man både sige "indianere" og "oprindelige folk".
De oprindelige folk udgør officielt flertallet af befolkningen i Bolivia og Guatemala, men de samlede befolkninger udgør kun ca. 5,5 millioner i Bolivia og 4,5 millioner i Guatemala. Der er også betydelige indianske befolkninger i andre latinamerikanske lande såsom Brasilien, Chile, Venezuela, Colombia, Panama, El Salvador, Honduras, Nicaragua, Argentina og Paraguay.
De største nulevende befolkningsgrupper i Sydamerika er aymara og Quechua, der primært lever i Andesregionen.

## Historie

### Indvandring til Amerika
Detaljerne vedrørende den palæo-indianske indvandring til og gennem Amerika, herunder tidspunkter og rejseruter, er fortsat et emne for forskning og akademisk diskussion. I henhold til arkæologiske og genetiske beviser var Nord- og Latinamerika de sidste kontinenter, som blev befolket af menneskeheden. I løbet af Wisconsin-istiden, for 50.000-17.000 år siden, blev havniveauet så lavt, at det gjorde det muligt for mennesker at bevæge sig over Beringlandbroen, som da forbandt Sibirien i det nordøstlige Asien med Alaska i nordvestlige Nordamerika. Alaska var isfrit grundet beskedent snefald, hvilket gjorde det muligt for en mindre befolkning at eksistere. Indlandsisen dækkede det meste af Nordamerika under kvartærtiden og forhindrede et nomadeliv, så befolkningen blev tvunget til at blive i Alaska i tusindvis af år. Genetiske undersøgelser af urbefolkningen antyder, at de første bosættere i Amerika stammede fra en enkelt befolkningsgruppe, som havde udviklet sig i isolation på Beringlandbroen.
Denne isolation i og ved Beringlandbroen kan have varet mellem 10.000 og 20.000 år. For omkring 16.500 år siden begyndte bræerne at smelte og gjorde det efterhånden muligt for denne befolkning at bevæge sig sydover og østover ind i Canada og videre derfra. Disse folk formodes at have fulgt efter flokke af pleistocæntidens nu uddøde megafauna (store dyr som eksempelvis mammut) langs de isfrie korridorer, som åbnede sig. Andre rejseruter, som kan have ført til indvandring, enten til fods eller i primitive både, kan have gået langs Stillehavets nordvestlige kyst til Sydamerika. Eventuelle beviser på dette sidste vil være dækket af en stigning i havniveauet på mere end 120 meter siden sidste istid.
Tidsspændet på 40.000–16.500 er vanskelig at begrænse nøjagtigt og er åben for akademisk diskussion. Det, der er fastlagt, er følgende:
- En oprindelse i Centralasien.
- Udstrakt indvandring og bosættelse i Nord- og Sydamerika ved slutningen af sidste istid, engang for mellem 16.000–13.000 år siden.

Cloviskulturen, den tidligste præcist daterede forhistoriske palæo-indianske kultur i Amerika, opstod en gang omkring 11.500 f.Kr. (Kulstof 14-dateret) altså for mellem 13.500 og 13.000 år siden. I 2014 blev autosomal DNA af et barn, som er mindst 12.500 år gammelt, sekventeret; barnet blev fundet i Montana i nærheden af flere fund, som tilskrives cloviskulturen. Disse data indikerede, at dette individ var fra en befolkning, som direkte var forfædre til nutidens oprindelige befolkning i Nord- og Sydamerika. Implikationen her er, at der var en tidlig divergens mellem befolkningerne mellem nordlige og centrale og sydlige Amerika. Hypotesen, som hævder, at der var indvandringer senere end cloviskulturen, er blevet udelukket.
Tilsvarende har skelettet af en teenagepige (døbt "Naia" efter en vandnymfe fra græsk mytologi) fundet i 2007 i et oversvømmet grottesystem i Sistema Sac Actun øst på Yucatánhalvøen i Mexico. Hendes DNA er blevet undersøgt, og med en alder på 13.000 år betragtes hun som det ældste genetisk intakte skelet, der er fundet på den vestlige halvkugle. Hendes DNA indikerer, at hun var af en afstamning, der havde asiatiske rødder og samtidig stemmer overens med DNA i nutidens urbefolkning.
Redskaber fremstillet af sten, især skrabere og pile- og spydspidser, er de vigtigste arkæologiske beviser på menneskelig aktivitet i Nord- og Sydamerika. Lithisk analyse, stenaldermenneskenes teknik på at slå flækker af stenredskaber for at spidse og bearbejde dem, er den teknik, som benyttes af arkæologer for at klassificere kulturepoker i den forhistoriske tid.

### Præcolumbiansk tid
Præcolumbiansk tid omfatter alle perioder i forhistorisk og historisk tid i Nord- og Sydamerika før den første kontakt, invasion og indvandring fra Europa og senere Afrika gjorde sig gældende med sin indflydelse. Det er en tid, som strækker sig fra den oprindelige bosætning i senpalæolitisk tid frem til den europæiske kolonisering i tidlig moderne tid.
Formodentlig var Leif den Lykkelige den første europæer, som opdagede og gik i land i Amerika omkring år 1000 i et område, som han kaldte Vinland og som senere blev kaldt Newfoundland. Hans ekspeditioner resulterede i flere bosætninger, men ingen som blev varige, og de fik således ingen betydning for den eksisterende befolkning på kontinentet. Mens man teknisk set refererer til tiden før Christoffer Columbus' sørejser i tiden 1492 til 1504, indebærer "præcolumbiansk tid" i praksis almindeligvis historien om de amerikanske oprindelige folks kulturer frem til europæerne enten erobrede eller betydeligt påvirkede dem, selv om dette skete årtier eller endda århundreder efter Columbus' første landgang. "Præcolumbiansk" benyttes især ofte i en kontekst om de store civilisationer i Amerika forud for kontakt, særlig de mesoamerikanske (olmeker, tolteker, teotihuacáner, zapoteker, mixteker, azteker og mayaer) og folkene i Andesbjergene (inkaer, mocher, muiskaer og kañarier).
Mange præcolumbianske civilisationer etablerede mod slutningen af perioden store og komplekse samfund, som omfattede faste og bymæssige bosættelser (storbyer), jordbrug, monumental arkitektur og komplekse sociale hierarkier. En del af disse civilisationer var for længst forsvundet, inden den første betydelige europæiske ankomst i slutningen af 1400- og begyndelsen af 1500-tallet, og kendes kun gennem mundtlige fortællinger og via arkæologiske undersøgelser. Andre var samtidige med denne periode og er også kendt fra historiske vidnesbyrd fra datiden. Nogen få, som mayaerne, olmekerne, mixtekerne og nahuafolket, havde egne skriftlige optegnelser. Imidlertid var de europæiske kolonister, særlig de spanske conquistadorer, på denne tid optaget af at fjerne og ødelægge alle spor af ikke-kristne trosforestillinger og brændte mange præcolumbianske skriftlige optegnelser. Kun nogle få dokumenter forblev skjulte og overlevede og har givet nutidige historikere glimt fra en oldtidskultur og -viden.
I henhold til både oprindelige amerikanske og europæiske redegørelser og dokumenter havde de amerikanske civilisationer på den tid, europæerne ankom, opnået mange og store bedrifter. Eksempelvis byggede aztekerne en af de største byer i verden, Tenochtitlan, der lå på det sted, hvor Mexico by senere kom til at ligge, og som havde en anslået befolkning på omkring 200.000 indbyggere. Amerikanske civilisationer opnåede også store resultater inden for astronomi og matematik. Domesticeringen af majs var en proces, der forløb over tusinder af år med selektiv forædling.
Både inuitter, den oprindelige befolkning i Alaska og det nordlige Canada, og amerikanske indianere har skabelsemyter, som omfatter en mangfoldighed af fortællinger om oprindelsen af de respektive folkeslag. En del har "altid været der" eller blev skabt af guder eller dyr, en del indvandrede fra et særligt verdenshjørne, mens andre kom fra "over havet".

### Den europæiske kolonisering
Den europæiske kolonisering af Nord- og Sydamerika ændrede for altid levevilkårene og kulturerne hos de oprindelige folk på kontinenterne. Selv om den nøjagtige størrelse af befolkningen, før europæerne ankom, er ukendt, har forskere beregnet, at de indfødte befolkninger blev reduceret med mellem 80 og 90 % i løbet af de første hundrede år. Den vigtigste årsag var sygdomme. Kontinenterne blev hærget af epidemier af sygdomme som kopper, mæslinger og kolera. Disse sygdomme blev indført af europæere og spredte sig hurtigt i de nye områder, selv der hvortil hvide endnu ikke var nået. Den oprindelige befolkning led under høj dødelighed, på grund af at de ikke havde immunforsvar mod de for dem ukendte sygdomme. Tabene af liv førte til konflikter mellem kolonisterne og de indfødte. Kolonisterne bedrev også jævnlige massakrer på den indfødte befolkning og gjorde dem til slaver. I henhold til det amerikanske folketællingsbureau (1894) førte indianerkrigene i USA i 1800-tallet til, at omkring 19.000 hvide blev dræbt og omkring 30.000 indianere.
Den første gruppe af den oprindelige befolkning, som mødte Columbus, var de omkring 250.000 fra tainofolket på Hispaniola, øst for Cuba. De repræsenterede den dominerende kultur i Antillerne og Bahamas. I løbet af de næste 30 år var henved 70 % af tainoerne udryddet. De havde ingen immunitet mod sygdommene fra Europa, og udbrud af mæslinger og kopper hærgede befolkningen. Samtidig blev de også straffet for at modsætte sig tvangsarbejde, til trods for tiltag foretaget af encomienda, et formynderskabssystem under den spanske kolonisering for at beskytte arbejdskraften mod andre indianerstammer og samtidig oplære den oprindelige befolkning i den katolske tro. Slavetilværelsen førte til et sidste stort tainooprør. I 1507 var der omkring 60.000 af den oprindelige befolkning, og i 1548 var der færre end 500 mennesker. I 1530'erne kunne spanierne rapportere tilbage til de spanske myndigheder, at der ikke længere fandtes nogen tilbage af tainofolket.
Leyes de Burgos ("lovene i Burgos") 1512-1513, var det første forsøg på at kontrollere de spanske kolonisters opførsel i Amerika med lovgivning, især i forhold til de indfødte. Lovene forbød mishandling af indfødte og støttede konvertering til katolicismen. I praksis var det dog vanskeligt for den spanske krone at håndhæve lovene i de fjerne kolonier.
Det er blevet fremsat en række teorier for tilbagegangen i antal for den oprindelige befolkning: epidemiske sygdomme, konflikter og krige med europæere og indbyrdes krigsførelse mellem de forskellige stammer. Forskningen antyder, at hovedgrunden var epidemiske sygdomme. Op til 90-95 % blev dræbt af kopper alene, eller i kombination med andre faktorer. Efter, at inkaherskeren Huayna Capac blev dræbt, enten af kopper eller mæslinger, oplevede Inkariget en indre strid og borgerkrig, som forarmede befolkningen yderligere. Kopper var den første epidemiske sygdom, tyfus kom (antagelig) i 1545, influenza og kopper kom samtidig i 1558, kopper på ny i 1589, difteri i 1614, mæslinger i 1618 — de konstante sygdomme hærgede den en gang så strålende civilisation. Kopper dræbte også millioner i Mexico. Da den spanske conquistador Pánfilo de Narváez ankom den 23. april 1520, bragte han den smitsomme kopper sygdom med sig, og den hærgede Mexico det næste tiår, dræbte måske 150.000 i Tenochtitlan, selve den centrale del af det aztekiske rige, og bidrog i høj grad til Hernán Cortés' sejr over aztekerne ved Tenochtitlan (nu Mexico by) i 1521.
Udforskningen af Karibien førte til opdagelsen af arawakfolket på de små øer i Antillerne. Deres kultur var ødelagt i 1650, men indgiftning førte til, at deres gener fortsat findes i nutidens befolkning. I Amazonasregnskoven er de oprindelige folk degenereret gennem århundreder med kolonisering.
Kontakt med sygdomme fra Europa som kopper og mæslinger dræbte mellem 50-67 % af urbefolkningen i Nordamerika i løbet af de første hundrede år efter europæernes ankomst. Omkring 90 % af den indfødte befolkning i nærheden af Massachusetts Bay-kolonien døde efter en epidemi af kopper i 1617–1619. I 1633 blev de indfødte i Plymouth smittet af kopper, og som andre steder i Amerika udryddede sygdommen hele befolkningen. Virussen nåede Ontariosøen i 1636 og landområderne med irokeserindianerne i 1679. I løbet af 1770'erne havde koppesmitten dræbt mindst 30 % af indianerne ved den amerikanske vestkyst. Koppeepidemier kom og gik i 1780–1782 og på ny i 1837–1838 og førte til ødelæggelser og drastisk befolkningsreduktion blandt prærieindianerne. I 1832 etablerede de amerikanske myndigheder et vaccinationsprogram for indianerne (The Indian Vaccination Act of 1832).
Givet den fragmentariske karakter af informationerne er det vanskeligt at beregne den præcolumbianske befolkning, men urbefolkningernes antal før kontakt med europæere er blevet beregnet ved at ekstrapolere små datamængder. Således kan der have eksisteret op til 37 millioner mennesker i 1496 på begge kontinenter, fordelt på blandt andet omkring 6 millioner i aztekerriget, 8 millioner i mayastaterne, 12 millioner i inkariget, og omkring 11 millioner i det, som i dag er Brasilien. Den laveste beregning over en dødelighed grundet sygdom på 90 % ved slutningen 1600-tallet, giver til sammen 9 millioner i 1650. I dag (2010) er der omkring 800.000 brasilianere, som anser sig selv som tilhørende urbefolkningen. Tallet er nok noget højere. I januar 2007 rapporterede Fundação Nacional do Índio (FUNAI, "Den nationale indianerstiftelse") tilstedeværelsen af 67 stammer af isolerede folk, som lever uden kontakt med den globale verden.
Selv om virus var det mest dødelige våben, var europæiske angreb ødelæggende i sig selv. Det spanske conquistadorer var professionelle krigere, som benyttede avanceret europæisk militær taktik, skydevåben, kanoner og kavaleri. Deres enheder var ofte specialiserede i ulige former for kamp, som krævede omfattende træning. Spanierne havde heste og muldyr til at fragte sig, grise til at leve af, og hunde som kæmpede for dem. De indfødte krigere var stort set infanteri udstyret med håndvåben og rustninger, som varierede geografisk, og en del grupper bestod af unge mænd uden erfaring med krigsføring. De indfødte havde stort mod, fordelen af etablerede bosætninger, og i begyndelsen et stort talmæssigt overtag. Europæernes taktik med del og hersk, at spille de forskellige stammer ud mod hinanden, bidrog til den indfødte befolknings nederlag. For at besejre inka-civilisationen støttede de den ene side i en borgerkrig. De væltede aztekercivilisationen ved at alliere sig med indfødte som havde været undertrykket af mere mægtige stammer og kongeriger. Den hær, som Hernán Cortés belejrede Tenochtitlan med, bestod af 200.000 mænd, deraf soldater, hjælpere og anden støtte, men blot 1 % var faktisk spaniere.
Spanierne udviste også grusomhed og hensynsløshed i deres erobring og undertrykkelse af de stedlige civilisationer. Francisco Pizarro, en fjern fætter af Hernán Cortés, ledede to ekspeditioner mod Peru for at erobre Inkariget i 1524 og 1526. Begge fejlede grundet inkaernes modstand, dårligt vejr og mangel på provisioner. En tredje ekspedition forlod Panama i 1530. Med en lille styrke formåede Pizarro og hans mænd at overfalde og tilfangetage inkaherskeren Atahualpa den 16. november 1532. Spanierne dræbte derefter tusindvis af hans rådgivere, kommandanter og ubevæbnede folk på den store plaza i Cajamarca, mens den store inkahær uden for byen flygtede. Det markerede begyndelsen på erobringen af Inkariget. Spanierne krævede løsepenge for inkaherskeren og for at opfylde sin guldtørst, fyldte inkaerne et rum med guld og to rum med sølv i løbet af to måneder. Alligevel valgte Pizarro at skille sig af med Atahualpa. Efter en retssag, hvor han blev fundet skyldig i oprør mod den spanske krone, for at praktisere afgudsdyrkning, og for at have dræbt sin broder, blev han dømt til at blive brændet på bålet. Atahualpa blev rædselsslagen, da inkaerne troede, at sjælen ikke kunne gå til efterlivet, hvis legemet blev brændt. Han lod sig da døbe til katolik og blev derefter henrettet ved garottering.

## Klassifikation
- Etnografisk klassifikation af oprindelige amerikanere

## Historie og status i de enkelte lande

### Canada
Urbefolkningen i Canada består af First Nations ("oprindelige stammer"), inuitter, og métiser (som stammer fra både urbefolkningen og europæere). Betegnelser som "indianer" og "eskimo" anvendes sjældent, da de af nogle opfattes som nedsættende. "Eskimo" blev givet af ikke-inuitter og betyder "spiser-råt-kød". Hundredvis af de oprindelige stammer udviklede handel, åndelige og sociale hierarkier. Métiskulturen af blandet etnisk ophav udviklede også en selvstændig kultur, særligt omkring Red River mod nord. Det var almindeligvis mødrene som var fra den oprindelige befolkning, og en tid var der et skarpt skel mellem franske métiser født af fransktalende fædre, og anglo-métiser af engelske eller skotske fædre, men i dag har de to kulturer udviklet sig til én métistradition. Inuitterne havde mere begrænset samhandel med europæiske bosættere i den første periode. Flere love er blevet vedtaget og aftaler indgået mellem de europæiske indvandrere og de oprindelige stammer over hele Canada. De oprindelige folks ret til selvstyre giver muligheder for at håndtere aspekter af historie, kultur, politik, sundhedsvæsen og økonomi inden for folkenes samfund.
Selv om det ikke var uden konflikter, var de tidlige møder mellem europæere/canadiere på den ene side og de oprindelige stammer og inuitterne på den anden side relativ fredelige sammenlignet med erfaringerne hos urfolkene i USA. Kombineret med en sen økonomisk udvikling i mange regioner har denne relativt fredelig historie gjort det muligt for den canadiske oprindelige befolkning at have ganske stærk indflydelse på den tidlige nationale kultur, samtidig med at de bevarede deres egen identitet. Fra slutningen af 1700-tallet har europæiske canadiere opmuntret de oprindelige folk til at blive assimileret i den europæiskprægede kultur, refereret til som "canadisk kultur". Referingen forsøgte sig i slutningen af 1800-tallet og begyndelsen af 1900-tallet med tvungen integration. National Aboriginal Day, "National dag for oprindelige folk", anerkender kulturerne og bidragene fra de oprindelige folk i Canada. Der var anno 2006 over 600 anerkendte myndigheder eller styregrupper for de oprindelige stammer, som udgjorde 1.172.790 mennesker tilhørende oprindelige folk over hele Canada med særskilte kulturer, sprog, kunst og musik.

### USA
Oprindelige folk i USA, herunder efterkommere heraf, kaldes almindeligvis for "amerindianere", "amerikanske indianere" eller ganske enkelt "indianere" i USA, men betegnes officielt som Native Americans, "indfødte amerikanere", af USCB (det amerikanske folketællingsbureau). I Alaska bliver indfødte, herunder athabaskere, aleutere, alutiiqere, yup'ikfolket, haidafolket, inuitter, inupiater, tlingiter, yupiker, kollektivt refereret til som "alaskaindfødte". På Hawaii bliver indfødte polynesiske folk, som omfatter folket på Marshalløerne, samoanere, tahitere og folket på Tonga, kollektivt refereret til som "indfødte hawaiianere", hvilket inkluderer mere eller mindre alle de indfødte amerikanere på de amerikanske øer i Stillehavet.
Indfødte amerikanere udgør omkring 2 % af den totale befolkning i USA. I folketællingen i 2010 blev 2,9 millioner mennesker identificeret som indfødte amerikanere, indfødte hawaiianere og alaskaindfødte, og 5,2 millioner identificeret som amerikansk indfødte amerikanere, enten alene eller i kombination med en eller flere etniciteter eller andre folkeslag. I 1990 var der omkring 1,8 millioner mennesker, som selv identificerede sig i folketællingen som amerikanske indianere.
De enkelte indianerstammer har etableret egne kriterier for medlemskab, hvilket ofte er baseret på loven, som går tilbage til 1705, om blodandel (refererer til beskrivelsen af graden af arv for den enkelte inden for en særskilt etnisk gruppe, eksempelvis 1/4 tilhørende omaha-stammen), nedstamning i lige linje eller bosted (hvor man bor). Et mindretal af indfødte amerikanere lever i landområder, som kaldes for indianerreservater. En del sydvestlige indianerstammer, såsom kumeyaayfolket, cocopahfolket, pascua-yaqui-folket og apachene, lever på begge sider af den amerikanske-mexicanske grænse. Irokesere har lovlig ret til frit at krydse grænsen mellem USA og Canada. Blandt de stammer, som lever på begge sider af denne grænse, er athabaskere, tlingitere, sortfodindianere, nakotaindianere, creeindianere, anishinaabere, wyandoter (huroner), lenaper, micmac (mi'kmaq), penobscotere og haudenosaunee.

### Mexico
Det store område, som i dag udgør Mexico, var hjemsted for talrige indfødte civilisationer før ankomsten af spanske conquistadorer: Olmekerne, som havde sin blomstringstid mellem 1200 og 400 f.Kr. ved kystregionerne af den Mexicanske Golf, zapotekere og mixtekere, som holdt til i bjergregionerne i Oaxaca og Tehuantepec, mayakulturen på Yucatán-halvøen (og i naboområder i samtidens Centralamerika), purépechafolket i dagens Michoacán og omliggende områder og aztekerne, som fra deres centrale hovedstad Tenochtitlan dominerede store dele af den centrale og sydlige del af landet (og ikke-aztekiske indbyggere i disse områder), da spanieren Hernán Cortés første gang gik i land ved Veracruz.
I modsætning til hvad der gælder for resten af Nordamerika, er historien om kolonien Ny-Spanien en historie om blanding af folkegrupperne (mestizaje). Mestizer er betegnelsen i Mexico for folk, som ikke identificerer sig selv med nogen oprindelige befolkning, og hurtigt kom til at udgøre flertallet af koloniens befolkning, men omkring 6 % af Mexicos befolkning identificeret sig som talende et af de oprindelige sprog. Comisión Nacional para el Desarrollo de los Pueblos Indígenas (CDI), "Nationalkommissionen for den oprindelige befolknings udvikling", har identificeret 62 indfødte grupper i Mexico, hver af dem med sit eget særegne sprog.
I delstaterne Chiapas og Oaxaca og det indre af Yucatánhalvøen tilhører flertallet af befolkning de oprindelige folk. Store indfødte minoriteter, heriblandt azteker eller nahuaer, purépechaer, mazahuaer, otomíer og mixteker, er også ti stede i de centrale regioner af Mexico. I det nordlige Mexico er den indfødte befolkning en lille minoritet.
Den mexicanske Lov om indfødte folks lingvistiske rettigheder giver alle indfødte sprog, uanset hvor mange, som taler det, samme gyldighed som spansk i alle territorier, hvor de bliver talt, og de oprindelige folk er berettiget til at kræve offentlige tjenester og dokumenter på deres eget sprog. Sammen med spansk har loven givet dem – mere end 60 sprog – status som "nationale sprog". Loven omfatter alle oprindelige sprog på de amerikanske kontinenter, uanset oprindelse. Som sådan har CDI anerkendt sprog hos kiikaapoafolket, som indvandrede fra USA, og anerkender også sproget hos oprindelige folk, som er flygtet fra Guatemala. Den mexicanske regering har fremmet og etableret tosprogede grund- og videregående uddannelser i en del indfødte landsamfund. Alligevel er det kun omkring 67 % af dem (eller 5,4 % af landets totale befolkning), som taler et oprindeligt sprog, og kun en sjettedel af dem taler ikke spansk (1,2 % af landets befolkning).
Oprindelige folk i Mexico har ret til fri selvbestemmelse under anden artikel i landets lovgivning. I henhold til disse er oprindelige folk givet:
- ret til at beslutte indre former for social, økonomisk, politisk og kulturel organisering;
- ret til at benytte egne normative systemer for regulering, når bare menneskerettigheder og ligestilling mellem kønnene respekteres;
- ret til at bevare og berige egne sprog og kulturer;
- ret til at vælge repræsentanter for kommuneråd i de områder, hvor oprindelige folk er;

blandt andre rettigheder.

### Belize
I 2010 boede der 324.528 mennesker i Belize. De fleste mayafolk blev udryddede af sygdom og spaniernes krigsførsel, og de tre mayagrupper, som i dag bor der, er yucatansk mayaer, som kom fra Mexico i 1840'erne for at undslippe Kastekrigen); mopanfolket (indfødte urfolk i Belize, men mange blev tvunget ud i løbet af 1700- og 1800-tallet af briterne og til Guatemala); og q'eqchi'folket (også skrevet kekchi), som oprindelig flygtede til Belize fra Guatamala. I dag er der i Belize omkring 6.000 yucatanske mayaer, omkring 10.557 mopanere og 11.143 af q'eqchi'folket. Alle disse grupper findes også i nabolandene. Der findes også andre minoritetsgrupper i Belize, som er et af de mest etnisk rige lande i verden.

### Guatemala
Omkring 60 % af befolkningen i Guatemala er af hvid europæisk oprindelse (spansk, tysk, italiensk, nederlandsk og andre), lokalt kaldet for criollo, og desuden mestizer, lokalt for ladino, det vil sige blandet herkomst mellem den oprindelige befolkning og spaniere. Den øvrige befolkning, omkring 40 %, nedstammer fra den oprindelige befolkning og består af en række stammer, hvoraf mayaerne er den talrigeste. En af de mindste grupper er xinkafolket, som næsten blev udryddet; de er ikke beslægtet med mayaerne og har et særegent sprog, som betragtes som et isoleret sprog uden beviseligt slægtskab med andre. Der er 16.214 personer i Guatemala, som identificerer sig som xinkaer.
Som første- og andetsprog tales spansk af 93 % af befolkningen. Selvom omkring 40 % af befolkningen taler et oprindeligt sprog (foruden spansk), har disse sprog, mere end 20, ingen officiel status. I henhold til Guatemalas egen folketælling findes der 5.854.251 mennesker mennesker af oprindelige folk ud af en samlet befolkning på 14.636.487 (2011).

### Colombia
En minoritet inden for Colombias store befolkning af mestizo og afrocolombianere er landets urbefolkning, som består af omkring 85 særegne kulturer og mere end 1.378.884 mennesker, hvilket blot er 3,4 % af alle. En mangfoldighed af kollektive rettigheder for oprindelige folk anerkendes ifølge Colombias lovsamling fra 1991.
En af indflydelserne er kulturen hos muiscafolket, en undergruppe af den større etniske chibchasproglige gruppe, kendt for sin brug af guld, som førte til legenden om El Dorado. På tiden for den spanske erobringen var chibchaerne den største indfødte civilisation, som geografisk befandt sig mellem Inkariget og de aztekiske riger.
Urbefolkningen kaldes for pueblos indígenas og omkring 80 % af dem lever i regionerne La Guajira, Cauca og Nariño. Amazonasregionen i Colombia er sparsomt befolket, men mere end 70 forskellige oprindelige stammer har tilholdssted her.

### Brasilien
Urfolket i Brasilien, som kaldes povos indígenas eller nativos brasileiros, tæller omkring 700.000, eller kun 0,4 % af landets befolkning, men millioner af brasilianere nedstammer fra den oprindelige befolkning. Oprindelige folk findes over hele det enorme område, som udgør Brasilien, men de allerfleste bor i indianerreservater i den nordlige og vestlige dele af landet. På den tid, da europæerne opdagede landet, var de indfødte delvis nomadiske fiskere, jægere og samlere, mens nogle drev vekseljordbrug. Det er antaget, at flere millioner i 2.000 forskellige stammer, som eksisterede på 1500-tallet, døde, måske op til 90 %, på grund af europæisk bosætning og europæiske sygdomme. Mange blev assimileret i den brede brasilianske befolkning. I dag er der omkring 200 stammer, og henved 150 forskellige oprindelige sprog tales, fem af dem har mere end 10.000 personer, som praktiserer det, i henhold til folketælling i 2010, udført af Brasiliens institut for geografi og statistik (IBGE). Ifølge den samme undersøgelse var der 817.000,som selv klassificerede sig tilhørende den oprindelige befolkning.
Den 18. januar 2007 rapporterede Fundação Nacional do Índio (FUNAI), at instituttet havde bekræftet tilstedeværelsen af 67 forskellige isolerede folk i Brasilien, 40 flere siden 2005. Med denne nyhed havde Brasilien flere ukontaktede stammer end øen Ny-Guinea, som tidligere havde flest. At tage kontakt med isolerede stammer er risikabelt. I 2007 rapporterede avisen Washington Post: "Som det er blevet vist tidligere, da ukontaktede stammer blev introduceret til andre befolkninger og mikrober de bærer, kan sygdomme så enkle som almindelig forkølelse være dødelig. I 1970'erne døde 185 medlemmer i panarástammen i løbet af to år efter, at de blev nået af sådanne sygdomme som forkølelse og skoldkopper, kun 69 overlevede.»

### Argentina
Argentina har en befolkning på omkring 40 millioner indbyggere. I 2005 udgjorde den oprindelige befolkning i Argentina omkring 600.329 mennesker, 1,6 % af indbyggerne (et tal, som antagelig er for lavt, i henhold til IWGIA). Denne beregning omfatter 457.363, som selv identificerede sig som tilhørende en oprindelig etnisk gruppe, og 142.363, som identificerede sig som første generation af efterkommere af oprindelige folk.
Der er 35 folkegrupper eller stammer, og de ti folkerigeste er mapuchefolket (113.680 mennesker), qullafolket (70.505), tobafolket (69.452), guaranífolket (68.454), wichífolket (40.036), diaguita-calchaquí (31.753), mocovífolket (15.837), huarpefolket (14.633), comechingónere (10.863) og tehuelchefolket (10.590). Mindre, men også betydende folk er quechuafolket (6.739), charrúafolket (4.511), pilagáere (4.465), chanére (4.376) og chorotere (2.613). Selk'namere (eller onawoere), som levede på Ildlandet længst mod syd i Argentina, omfattede henved 10.000 personer i 1848, men er nu nærmest uddød i sin oprindelige form. I 1945 var der 25 tilbage, og i 1974 døde den sidste fuldblods, men der findes efterkommere, som delvis nedstammer fra folket. Sprogene talt af stammerne selk'nam, diaguita og tehuelch er i praksis uddøde.
Provinsen Jujuy i nordvestlige Argentina er, hvor de fleste bor, omkring 15 %, og provinsen Patagonien i syd har omkring 12 %. Fra at være flertallet i landet er den oprindelige befolkning blevet et forsvindende mindretal. En årsag er den store indvandring til Argentina i tiden 1850-1955, kun overgået af USA, og med mere end lande som Canada, Brasilien og Australien.

### Bolivia
I Bolivia er det omtrent 62 % af hele befolkningen på 10.461.053, som selv beskrev sig som hørende til et oprindeligt folk, mens henved 66,4 % blev registreret som tilhørende oprindelige folk i folketællingen i 2001.
Den største etniske oprindelige grupper er quechuafolket (henved 2,3 millioner), aymarafolket (1,4 millioner), chiquitanofolket (108.943), guaranífolket (126.000) og mojeñofolket (69.000). Omkring 124.000 tilhører mindre stammer. Lovgivningen i Bolivia, vedtaget i 2009, anerkender 36 kulturer, hver af dem med sit eget sprog, som del af flernational stat.
Et stort antal de bolivianske bønder i højlandet har beholdt deres oprindelige sprog, kultur, skikke og samfundsmæssige organisering gennem hele den spanske erobring og i perioden efter uafhængigheden. De mobiliserede for at stå imod en række forsøg på opløsning af de fælles ejendomsforhold og udnyttede juridisk anerkendelse af deres høvdingstyre til yderligere fælles organisering. Der fandt hyppigt oprør sted frem til 1953. Det politiske parti Movimiento Nacionalista Revolucionario (Nationale revolutionære bevægelse), som styrede Bolivia fra 1952, bekæmpede de oprindelige folks ret til anerkendelse og klassificerede dem som campesinos, bønder. En ny selvforståelse voksede frem i 1970'erne, og oprindelige folk i lavlandet skaffede sig i 1990'erne plads i den nationale politik med en march for territorier og værdighed. Marchen pressede regeringen til at underskrive ILO-Konventionen om Oprindelige Folks Rettigheder og påbegynde en varig proces for at anerkende oprindelige folks områder.
Der er blevet produceret en del radio- og fjernsynsprogrammer på quechua- og aymarasprog. Konstitutionsreformen af 1997 anerkendte Bolivia som et flersproget, flerkulturelt samfund og indførte ændringer i uddannelsessystemet. I 2005 blev der for første gang i landets historie valgt en person fra de oprindelige folk, aymarastammen, til landets præsident, Evo Morales.
Morales begyndte at arbejde med sin politik om selvstyre for oprindelige folk, som han startede i departementet i det østlige lavlandsområder i august 2009, og gjorde således Bolivia til det første land i Sydamerika, som anerkendte oprindelige folks ret til at styre sig selv.

### Peru
I Peru udgør urbefolkningen omkring 45 % af den totale befolkning på i alt 29.248.943 indbyggere (2011). Comisión de la Verdad y Reconciliación ("Kommissionen for sandhed og forsoning") har derimod beregnet antallet urfolk til at udgøre 31 %.
I præcolumbiansk tid udgjorde de som levede i Andes en kompleks hierarkisk civilisation med mange byer og store templer og monumenter skabt med fremragende stenhugning. Med den spanske invasion døde det store flertal på grund af den spanske krigsførelse samt europæiske sygdomme. Mange af de, som overlevede, blev assimilerede i den store blandingsbefolkning, hvor de mistede deres oprindelige kultur og sprog. I fjerne områder af Amazonasregnskoven fortsætter urfolkene med at slås mod statsstøttet økonomisk udbytning, kulturel diskriminering og gennemgribende vold.
Oprindelige peruanske traditioner og skikke har trods disse trængsler været med til at forme måden, som peruanerne i dag lever og opfatter sig selv på. De mange arkæologiske udgravninger og ruinbyer udgør nogle af landets mest værdifulde kulturminder, blandt andre Machu Picchu.